# LA Galaxy 2014
In questa pagina, sono raccolte le informazioni sulle competizioni ufficiali disputate dal LA Galaxy nella stagione 2014.

## Rosa
| N. |                                 | Ruolo | Calciatore              |
| -- | ------------------------------- | ----- | ----------------------- |
| 1  | Stati Uniti (bandiera)          | P     | Brian Perk              |
| 2  | Stati Uniti (bandiera)          | D     | Todd Dunivant           |
| 4  | Stati Uniti (bandiera)          | D     | Omar Gonzalez           |
| 6  | Bosnia ed Erzegovina (bandiera) | C     | Adis Husidić            |
| 7  | Irlanda (bandiera)              | C     | Robbie Keane (capitano) |
| 8  | Brasile (bandiera)              | C     | Marcelo Sarvas          |
| 9  | Stati Uniti (bandiera)          | A     | Alan Gordon             |
| 10 | Stati Uniti (bandiera)          | A     | Landon Donovan          |
| 11 | Stati Uniti (bandiera)          | A     | Gyasi Zardes            |
| 12 | Stati Uniti (bandiera)          | P     | Brian Rowe              |
| 14 | Stati Uniti (bandiera)          | C     | Robbie Rogers           |
| 16 | Canada (bandiera)               | D     | Rob Friend              |

| N. |                        | Ruolo | Calciatore              |
| -- | ---------------------- | ----- | ----------------------- |
| 18 | Panama (bandiera)      | p     | Jaime Penedo            |
| 19 | Brasile (bandiera)     | C     | Juninho                 |
| 20 | Stati Uniti (bandiera) | D     | Adolph Joseph DeLaGarza |
| 21 | Stati Uniti (bandiera) | D     | Tommy Meyer             |
| 22 | Brasile (bandiera)     | D     | Leonardo                |
| 24 | Svezia (bandiera)      | C     | Stefan Ishizaki         |
| 26 | Stati Uniti (bandiera) | C     | James Riley             |
| 30 | Stati Uniti (bandiera) | D     | Chandler Hoffman        |
| 31 | Stati Uniti (bandiera) | D     | Kyle Venter             |
| 33 | Stati Uniti (bandiera) | D     | Dan Gargan              |
| 34 | Stati Uniti (bandiera) | C     | Kenney Walker           |